# ルッジェーロ1世 (プッリャ公)
ルッジェーロ1世（伊：Ruggero I, 1060/61年 - 1111年2月22日）は、プーリア・カラブリア公およびシチリア公（1085年 - 1111年）。ルッジェーロ・ボルサ（Ruggero Borsa）と呼ばれるが、ボルサとは財布の意で、小さいころから金勘定が好きだったためについたあだ名といわれる。

## 生涯
プーリア・カラブリアおよびシチリア公ロベルト・イル・グイスカルドとその二度目の妻サレルノ侯グアイマーリオ4世の娘シケルガイタとの間の長男として生まれた。父ロベルトには最初の妻との間にボエモンとエマの1男1女がすでにいたが、最初の妻とは近親結婚を理由に婚姻無効とし、サレルノ侯女のシケルガイタと結婚した。シケルガイタは戦場でもロベルトのそばに付き従っていたという。1073年、父ロベルトが病に倒れた時、母シケルガイタはルッジェーロ・ボルサを後継者としてノルマン騎士らに認めさせた。この時異母兄ボエモンはその場におらず、反対したのは従兄にあたるアベラルド（ロベルトの異母兄ウンフレードの子）のみであった。ただしこの時はロベルトは病から回復した。1085年、ギリシャ遠征中に父ロベルトが死去、同じくギリシャ遠征中であったルッジェーロはイタリアに戻り、公位継承を認められた。これに対し異母兄ボエモンは反旗を翻したが、叔父ルッジェーロがカラブリアを見返りとしてボエモンとの仲介を引き受け、ボエモンにもターラントを譲渡することで反乱は収まった。その後も反乱がしばしば起こり、その鎮圧の見返りとして叔父ルッジェーロおよび兄ボエモンにたびたび領土を譲渡することとなった。1111年、唯一生き残った未成年の息子グリエルモを残し死去した。

## 子女
フランドル伯ロベール1世の娘アレーヌと結婚し3人の息子をもうけたが、成人したのは末子グリエルモだけであった。アレーヌはルッジェーロ・ボルサの死後、グリエルモの摂政となったが、1115年死去した。
- グリエルモ（1096年頃 - 1127年） - プーリア・カラブリア公（在位：1111年 - 1127年）